# 17α-Estradiol
Ne doit pas être confondu avec Estradiol.
 (avril 2023).

Le 17α-estradiol (également appelé 17α-E2, 17-épiestradiol, alfatradiol ou estra-1,3,5(10)-triène-3,17α-diol) est un œstrogène stéroïdien endogène mineur et faible apparenté au 17β-estradiol (mieux connu simplement sous le nom d'estradiol). C'est l'épimère C17 de l'estradiol. Il a une puissance œstrogénique environ 100 fois inférieure à celle du 17β-estradiol. Le composé a une affinité préférentielle pour l'ERα par rapport à l'ERβ,. Bien que le 17α-estradiol soit beaucoup plus faible que le 17β-estradiol en tant qu'agoniste des récepteurs nucléaires des œstrogènes, il a été montré qu'il se lie à l'ER-X exprimé dans le cerveau et l'active avec une puissance supérieure à celle du 17β-estradiol, ce qui suggère qu'il peut être le ligand endogène prédominant pour ce récepteur.

## Recherche animale
La supplémentation en 17α-estradiol augmente la durée de vie médiane des souris mâles de 19 %, sans affecter la durée de vie des femelles ; ce traitement ne conduit pas à la féminisation des souris mâles. Le 17α-Estradiol atténue en outre les dysfonctionnements métaboliques et inflammatoires liés à l'âge et améliore la tolérance au glucose chez les souris mâles. La raison exacte de cette augmentation de la durée de vie spécifique au sexe est inconnue, cependant, l'effet sur la durée de vie des mâles a disparu chez les souris castrées, ce qui suggère que la réponse métabolique au 17α-estradiol nécessite la présence d'hormones gonadiques mâles.